# Корышев, Пётр Михайлович
Пётр Михайлович Корышев (1903—1948) — командир 1-го батальона 1176-го стрелкового полка 350-й стрелковой Житомирской ордена Богдана Хмельницкого дивизии 13-й армии 1-го Украинского фронта, капитан.

## Биография
Родился 23 августа 1903 года в деревне Ярушино ныне Пестяковского района Ивановской области в крестьянской семье. Русский.
Рано остался сиротой и, едва успев окончить начальную школу, вынужден был самостоятельно зарабатывать на хлеб.
Участвовал в Гражданской войне. По заданию Советской власти в Симбирской губернии участвовал в продразверстке. После гражданской войны Петр Корышев вернулся в родные края. Работал столяром на текстильных фабриках в городах Южа, Родники.
В 1925 году Корышев был призван в Красную Армию. Начав службу рядовым красноармейцем, вскоре был назначен командиром отделения, а затем помощником командира взвода. После демобилизации в 1929 году Корышев уехал в город Растяпино Горьковской области (г. Дзержинск, Нижегородской области). Работал инструктором Осоавиахима, одновременно учился на рабфаке. Много внимания уделял личной военной подготовке. В 1938 году ему было присвоено звание лейтенанта запаса. В 1940 году вступил в ВКП(б).
В ноябре 1941 года лейтенант Корышев вновь призван в армию. В начале попал на курсы комсостава и только летом 1942 года был направлен в действующую армию командиром стрелковой роты.
В составе 433-го стрелкового полка рота Корышева в августе 1942 года участвовала в ожесточенных оборонительных боях на подступах к городу Сталинграду. Здесь, в сентябре 1942 года, он был тяжело ранен и на фронт вернулся только через несколько месяцев.
Во время наступательных боев на Украине старший лейтенант Корышев личным примером вдохновлял бойцов. Под станцией Лозовой, во время штурма опорного пункта немцев, был тяжело ранен, но не ушёл с поля боя до тех пор, пока не была выполнена боевая задача.
В марте 1944 года, в наступательных боях по освобождению Правобережной Украины старший лейтенант Корышев уже командовал 1-м батальоном 1176-го стрелкового полка. Стремительными ударами его бойцы выбили врага из укрепленных пунктов Рудка, Остра Гора. За воинскую доблесть и самоотверженность приказом командующего 13-й армией генерал-лейтенанта Пухова Корышев был награждён орденом Отечественной войны II степени.
Особо отличился комбат Корышев в Львовско-Сандомирской операции. В ходе форсирования рек Западный Буг, Сан, Висла в полную силу сказалось его воинское мастерство. 13 июля 1944 года утром батальон под командованием капитана Корышева первым в пятичасовом ожесточенном бою прорвал глубоко эшелонированную оборону противника, пять суток преследовал врага и вышел к реке Западный Буг. В ночь на 18 июля батальон Корышева успешно форсировал реку, сбил врага с укрепленных позиций и на его плечах, с ходу ворвался в город Крыстынополь (ныне Червоноград Львовской области). Затем, сделав обходной маневр, освободил город Белз.
Ночью 27 июля 1944 года группа захвата капитана Корышева под огнём противника, на подручных средствах форсировала реку Сан, в рукопашной схватке с врагом захватила небольшой плацдарм. К утру сюда переправился весь батальон. Бойцы отбили четыре контратаки фашистов и удержали плацдарм, обеспечив переправу других подразделений полка.
В ночь на 29 июля батальон Корышева на подручных средствах под ружейно-пулеметным и минометным огнём переправился на левый берег Вислы у населенного пункта Лонжак (юго-западнее города Сандомир, Польша). В течение дня гитлеровцы восемь раз контратаковали рубежи, занятые батальоном. Капитан Корышев личным примером увлекал бойцов в атаки, умело действовал как боец. Гранатой он уничтожил пулеметный расчет, очередями из автомата скосил десяток гитлеровцев, участвовал в рукопашных схватках. Плацдарм был удержан. 31 июля батальон с боем вошёл в город Копшивницу и очистил его от фашистских войск.
В 1945 году майор Корышев уволен в запас. Жил и работал в городе г. Дзержинске, Нижегородской области.
Умер 23 декабря 1948 года.

## Награды
- Указом Президиума Верховного Совета СССР от 23 сентября 1944 года за систематическое проявление личного героизма и высокое воинское мастерство проявленные в боях с немецко-фашистскими захватчиками капитану Корышеву Петру Михайловичу присвоено звание Героя Советского Союза с вручением ордена Ленина и медали «Золотая Звезда» (№ 4594).
- Награждён орденом Отечественной войны 2-й степени (29.04.1944), медалями.